# Laura Aikin
Laura Aikin (Buffalo, 20 giugno 1964) è un soprano statunitense di coloratura.
È nota per la sua interpretazione del personaggio principale in Lulu di Alban Berg, che ha ricevuto recensioni molto positive dalla stampa. È apparsa anche come la Regina della notte di Mozart, Zerbinetta di Richard Strauss e in opere contemporanee in teatri e festival internazionali.

## Biografia
Nata a Buffalo, la Aikin è la figlia di un metalmeccanico e una casalinga, cresciuta insieme a quattro sorelle in condizioni modeste. All'età di 15 anni visse per la prima volta un'opera sul palcoscenico. Ha studiato arte alla State University di New York a Buffalo, poi musica all'Università dell'Indiana, oltre ad una borsa di studio del German Academic Exchange Service con Reri Grist alla Hochschule für Musik und Theater München.
Nel 1991 la Aikin debuttò a un gala d'opera a Berlino. Dal 1992 al 1998 è stata membro dell'ensemble della Staatsoper Unter den Linden di Berlino dove si è esibita più di 300 volte. I suoi ruoli includono la "Regina della notte" ne Il flauto magico di Mozart, "Zerbinetta" in Ariadne auf Naxos di Richard Strauss, "Sophie" nel suo Il cavaliere della rosa e il ruolo della protagonista in Lulu di Alban Berg.
Nel 1995 apparve per la prima volta all'Opera di Stato di Vienna, come Olympia ne I racconti di Hoffmann di Offenbach, dove apparve anche come Zerbinetta, Sophie, Arminta in La donna silenziosa, la regina della notte in Il flauto magico di Mozart, Adele in Il pipistrello di Johann Strauss e Emilia Marty in L'affare Makropulos di Janáček. Sempre nel 1995 si è esibita al Festival di Salisburgo in un concerto corale al Mozarteum, e  tornò per molte rappresentazioni liriche, come Blonde e Konstanze ne Il ratto dal serraglio di Mozart, la regina della notte, Badi'at nella prima mondiale de L'upupa e il trionfo dell'amore figliale di Henze, Marie in Die Soldaten di Bernd Alois Zimmermann e Gawain di Birtwistle.
Aikin è apparsa come ospite nei principali teatri d'opera europei, incluso il De Nationale Opera, La Monnaie/De Munt di Brussels, Opéra Bastille di Parigi, Opéra national de Lyon, Semperoper di Dresda, Oper Frankfurt, Opera di Stato della Baviera di Monaco, Opernhaus Zürich, al festival del Maggio Musicale Fiorentino di Firenze, Teatro San Carlo di Napoli ed al Liceu di Barcellona. Negli Stati Uniti, è apparsa per la prima volta al Met come la Regina della Notte nel 1998/99. Ha partecipato alla prima mondiale di Ti vedo, ti sento, mi perdo di Salvatore Sciarrino alla Scala di Milano, nel ruolo della Sängerin. L'opera è stata co-prodotta con lo  Staatsoper Unter den Linden, dove è stata eseguita per la prima volta nel luglio 2018. La Aikin è famosa per il suo registro vocale di tre ottave, il suo talento come attrice e la sua presenza scenica. Vive a Berlino con i suoi due figli.

## Repertorio
Il cavallo di battaglia della Aikin è il ruolo della protagonista in Lulu di Alban Berg. Ha interpretato questo ruolo per la prima volta a Berlino, dal 2002 ad Amsterdam e Zurigo, dal 2003 al 2011 in una produzione di Willy Decker a Parigi e infine dal 2009 in una produzione di Peter Stein a Lione, Milano e al Festival di Vienna.
Anche le performance della Aikin nelle parti classiche di coloratura di Mozart, Jacques Offenbach e Richard Strauss hanno avuto successo: come Regina della Notte, (Il Flauto magico), ha cantato a Berlino e Vienna, nel 1998 al Met e nel 1999 nella produzione di Achim Freyer al Festival di Salisburgo. Si è esibita a Francoforte, Monaco, Amsterdam, Bruxelles, così come al Festival di Salisburgo nel 2003 e 2006 come Konstanze (Il ratto del serraglio). Ha interpretato Olympia (I racconti di Hoffmann) a Berlino, Vienna e Parigi; Zerbinetta (Ariadne auf Naxos) ancora a Berlino, Vienna e Parigi, così come anche a Monaco, Milano, Firenze, Lione e Chicago; Fiakermilli (Arabella) solo a New York.
La Aikin ha un vasto repertorio, che va dal barocco al presente. I suoi ruoli di Mozart spaziano dai primi lavori, come il ruolo principale in Zaide (a Berlino), Aspasia in Mitridate, re di Ponto (Santa Fe), Guinia in Lucio Silla (Barcellona), da Blondie (Il ratto del serraglio, Festival di Salisburgo 2004) a Donna Anna (Don Giovanni), in concerto nel 2010 a Budapest e nel 2011 a New York). Nelle opere di Richard Strauss è stata Aithra in Elena egizia e più volte Sophie in Il cavaliere della rosa. Inoltre la Aikin ha cantato anche il repertorio classico: Gilda (Rigoletto) a Berlino, Marcelline (Fidelio) a Milano e Adele (Il pipistrello) a Berlino e Vienna.
Del repertorio barocco vanno citate Cleopatra in Giulio Cesare (Dresda) e il ruolo della protagonista in Alcina (festival di Beaune). La Aikin è apparsa anche in ruoli come Amenaìde in Tancredi (Berlino e Zurigo) e Diana in L'arbore di Diana di Soler (Barcellona).

### Prime mondiali
La Aikin ha partecipato alle seguenti prime mondiali, prime esibizioni ed importanti revival:
- 2003 come Badi'at nella prima mondiale de L'Upupa und der Triumph der Sohnesliebe di H. W. Henze al Festival di Salisburgo
- 2005 come Controllore di volo nel revival di Flight di Jonathan Doves al Glyndebourne Festival
- 2007 come Manon nella prima spagnola di Boulevard Solitude di Henze al Teatro Liceu di Barcellona
- 2012 come Marilyn Monroe nella première di Waiting for Miss Monroe di Robin de Raaff alla De Nederlandse Opera di Amsterdam
- 2012 come Marie in Die Soldaten di Zimmermann al Festival di Salisburgo
- 2013 come Morgan Le Fey nella prima europea continentale di Gawein di Birtwistle, sempre al Festival di Salisburgo
- 2015 come Emilia Marti in L'affare Makropulos, Wiener Staatsoper.

La Aikin è stata anche attiva nel campo del modernismo classico, come Soeur Constance nei Dialogues des Carmélites alla Scala, come Anne Truelove in The Rake's Progress e come Angel in Saint François d'Assise di Messiaen, entrambi a San Francisco, e come Cundegonde in Candide a Napoli. Dalla fine degli anni 2000 la cantante ha anche cercato di prendere piede nel campo del Belcanto, come Minna nel francese "Holländer" (Le vaisseau fantôme) di Pierre-Louis Dietsch a Berlino, nel ruolo della titolare in Lucia di Lammermoor a Montpellier e come Marguerite de Valois in Les Huguenots all'Opéra national du Rhin.

## Incisioni
- Ludwig van Beethoven: Christus am Ölberge. Chicago Symphony Orchestra, diretta da Daniel Barenboim[9]
- Bernard Herrmann: Wuthering Heights. Orchestre national de Montpellier, diretta da Alain Altinoglu
- Ned Rorem: Lieder, con il pianista Donald Sulzen[9]
- Arnold Schönberg: Die Jakobsleiter. Südwestfunk Symphony Orchestra[9]
- Ottorino Respighi: La campana sommersa. Opera de Montpellier[9]

### DVD
- Alban Berg: Lulu – live dall'Opernhaus Zürich[9]
- Hans Werner Henze: L'Upupa[9]
- Wolfgang Amadeus Mozart: Il ratto dal serraglio – Salzburg Festival[9]
- Francis Poulenc: I dialoghi delle Carmelitane – La Scala, direttore: Riccardo Muti[9]